# Ectobius punctatissimus
Ectobius punctatissimus es una especie de cucaracha del género Ectobius, familia Ectobiidae.

## Distribución
Esta especie se encuentra en Italia, Yugoslavia, Bulgaria y Albania.